# ستيفان أنغيلوف
ستيفان أنغيلوف (بالبلغارية: Стефан Ангелов)‏ (م. 1878 – و. 1964) هو عالم أحياء دقيقة بلغاري راحل، كان عضوًا في الأكاديمية الألمانية للعلوم ليوبولدينا.